# You're the Best Thing About Me
Singles de U2
Song for Someone
(2015) The Blackout
(2017)
You're the Best Thing About Me est une chanson du groupe de rock irlandais U2, sortie en single en 2017. Il s'agit du premier extrait de leur 14e album studio, Songs of Experience, publié la même année.

## Thème
You're the Best Thing About Me est une chanson dont les paroles évoquent Ali, la femme de Bono. La voix de Bono domine le morceau, emportant ses fans dans une balade au tempo joyeux et une étonnante déclaration d'amour. 

## Clip
Le clip de la chanson est publié le 27 septembre 2017. Il est réalisé par Jonas Åkerlund, qui a déjà travaillé avec le groupe pour les vidéos de Beautiful Day (2000 et 2e version en 2003) et Walk On (2001). Le clip met en scène U2 déambulant à New York. Les quatre membres du groupe se rendent notamment chez Ray's Pizza (en), dans un bar, à Times Square dans un bus à impériale, prenant des photos avec des fans et interprétant la chanson devant un building. Les membres du groupe décrivent ce clip comme « une mosaïque visuelle en hommage à New York et une sérénade pour les symboles iconiques de la compassion américaine et de la liberté »,.

## Classements
| Pays et classements (2017)              | Meilleure position |
| --------------------------------------- | ------------------ |
| Argentine Anglo (Monitor Latino)        | 4                  |
| Australie (ARIA)                        | 83                 |
| Belgique (Flandre Ultratop 50 Singles)  | 29                 |
| Belgique (Wallonie Ultratop 50 Singles) | 45                 |
| Finlande (Suomen virallinen lista)      | 25                 |
| France - téléchargement (SNEP)          | 25                 |
| Hongrie (Rádiós Top 40)                 | 38                 |
| Irlande (IRMA)                          | 93                 |
| Italie (FIMI)                           | 78                 |
| Luxembourg - Digital (Billboard)        | 3                  |
| Nouvelle-Zélande - Heatseekers (RMNZ)   | 5                  |
| Pologne (ZPAV)                          | 27                 |
| Portugal (AFP)                          | 63                 |
| Écosse (Official Charts Company)        | 29                 |
| Espagne (PROMUSICAE)                    | 8                  |
| Suède (Sverigetopplistan)               | 94                 |
| Suisse (Schweizer Hitparade)            | 48                 |
| UK Singles (Official Charts Company)    | 92                 |
| Uruguay (Monitor Latino)                | 9                  |
| États-Unis (Adult Pop Songs)            | 18                 |
| États-Unis (Hot Rock Songs)             | 5                  |
| États-Unis (Rock Airplay)               | 19                 |

## Remix de Kygo
Le DJ/producteur norvégien Kygo publie un remix de You're the Best Thing About Me le 15 septembre 2017, sur Ultra Music. Il est présent sur son EP Stargazing.

### Liste des titres
| 1. | You're the Best Thing About Me (U2 vs. Kygo) | 4:18 |

## Historique de sortie
| Région     | Date              | Format                       | Label      | Ref.   |
| ---------- | ----------------- | ---------------------------- | ---------- | ------ |
| Mondial    | 6 septembre 2017  | téléchargement               | Island     | [ 27 ] |
| Italie     | 8 septembre 2017  | Contemporary hit radio (en)  | Universal  | [ 28 ] |
| États-Unis | 11 septembre 2017 | Adult album alternative (en) | Interscope | [ 29 ] |
| États-Unis | 12 septembre 2017 | Alternative radio            | Interscope | [ 30 ] |
| États-Unis | 25 septembre 2017 | Hot adult contemporary       | Interscope | [ 31 ] |

## Crédits
Crédits adaptés de Tidal
| - Bono : compositeur, parolier, chant - The Edge : compositeur, parolier, guitare, clavier, chant - Adam Clayton : compositeur, parolier, basse - Larry Mullen Jr. : compositeur, parolier, batterie et percussions - Jacknife Lee : producteur, claviers, programmation, ingénieur du son - Steve Lillywhite : producteur, mixage - Ryan Tedder : producteur, programmation - Brent Kutzle : programmation - Davide Rossi : cordes - Rich Rich : ingénieur - Tyler Spry : ingénieur - Matty Green : ingénieur | - Matt Bishop : ingénieur - Duncan Stewart : ingénieur d'enregistrement - Richard Rainey : ingénieur d'enregistrement - Greg Clooney : ingénieur d'enregistrement - Christopher Henry : ingénieur d'enregistrement - Alan Kelly : ingénieur d'enregistrement - Gosha Usov : ingénieur d'enregistrement - Barry McCready : ingénieur assistant - Kelana Halim – mixage - Tom Elmhirst – mixage - Brandon Bost – assistant mixage - Scott Sedillo : mastering - Kygo : remix |